# Кожушкина, Феврония Степановна
Феврония Степановна Кожушкина (1909 — 1957) — передовик советского сельского хозяйства, звеньевая колхоза имени Ворошилова Новоаннинского района Сталинградской области, Герой Социалистического Труда (1948).

## Биография
Родилась в 1909 году в станице Филоновская Хопёрского округа Области Войска Донского, ныне Новоаннинского района Волгоградской области в русской казачьей крестьянской семье Колобродовых. С раннего детства, завершив обучение в начальной школе, стала трудиться в сельском хозяйстве. Одной из первых вступила в коллективное хозяйство, стала труженицей местной сельхозартели имени Ворошилова. В годы Великой Отечественной войны продолжала работать в колхозе. Супруг Кожушкин погиб на фронте.
В первый послевоенный год Феврония Степановна возглавила звено полеводов из семи человек по выращиванию зерновых, которое входило в бригаду орденоносца Хрипункова Серафима Филипповича. В 1947 году её звено сумело получить высокий урожай пшеницы. Было собрано 33,54 центнера пшеницы с каждого из 9,6 гектаров закреплённой площади. 
За получение высоких урожаев пшеницы, ржи в 1947 году, Указом Президиума Верховного Совета СССР от 15 февраля 1948 года Февронии Степановне Кожушкиной было присвоено звание Героя Социалистического Труда с вручением ордена Ленина и золотой медали «Серп и Молот».
В дальнейшем продолжала трудовую деятельность. В 1950 году её кандидатура была поддержана избирателями и она стала депутатом Новоаннинского районного Совета депутатов трудящихся.
Проживала в родной станице Филоновской. Умерла в 1957 году.

## Награды
За трудовые успехи удостоена:
- золотая звезда «Серп и Молот» (15.02.1948),
- орден Ленина (15.02.1948),
- другие медали.